# السواني (سقاية)
السواني هي آلة استخدمت قديماً لاستخراج المياه من الآبار العميقة بواسطة الجمال وغيرها في المملكة العربية السعودية، وتعتبر من التراث السعودي، ويمكن مشاهداتها في الوقت الحاضر بمهرجان الجنادرية للتراث والثقافة.
عادة يقوم الساني (وهو الرجل القائم على تشغيل الآلة) بها قبل صلاة الفجر ويبدأ بالتصدير وهو بداية استخراج الماء. ويقوم بامتهانها أشخاص معينون، وتستخدم لري الحيوانات والماشية، ونقل المياه إلى البيوت مقابل أجرة معنية. ويستخدم في السواني حيوانات مدربة لهذا الفرض منها الإبل والثيران والحمير بحيث تمشي مسافة معنية داخل أرض محفورة تسمى المنحاة وتقف عندما يصل الغرب إلى قاع البئر ليمتلئ مرة ثانية وهكذا وتصب الماء من الغروب في اللزاء وذلك لجمع الماء ومن ثم توزيعه. ومن الأدوات المستخدمة منها الرشاء والسريح والمقاط والضمد وغيرها وتشتهر بها منطقة نجد وعدة مناطق في المملكة.
وتصدر الدواليب الخشبية للسواني (تسمى باللهجة الشعبية المحاحيل) أصوات مميزة يقوم الساني بإنشاد الأشعار والغناء معها.

## مصطلحات متعلقة بالسواني
ولهذه المهنة أدوات وأغراض تعتمد عليها عملية استخراج الماء ومنها:
المنحاة
وهي المكان أو المجرى الذي تتردد وتسير عليه الحيوانات التي تستخدم في استخراج الماء وبجهد تلك الحيوانات تتم عملية نتح واستخراج الماء من البئر، والمنحاة عادة ماتكون منخفضة عن مستوى اللزا والبركة التي يستقبل ويجمع فيهن الماء وتكون على شكل حفرة طويلة ربما يتجاوز طولها الثلاثين متر (حسب عمق البئر) وعرضها حوالي الثمانية أمتار ويقام عليها زرانيق من الجهتين لحمل مايضلل به على الحيوانات السانية من الشمس وعاده مايكون شجرة عنب كبيرة، والمنحاة تكون في آخرها أكثر انخفاضاً من بدايتها لكي يسهل على الحيوانات سحب الماء.
المحالة أو المحاحيل
المحالة تصنع من خشب من الأثل ولها أسنان يكون بداخلها الرشا وهي تشبه العجلة أو دولاب وتربط الأسنان إلى بعضها بالقد من جلد الجمل، وتعتبر أهم الأدوات وأشهرها وتتكون من قطع خشبيه عديده يتم تركيبها مع بعض بكل دقة ومهارة بشكل دائري أسطواني. وتلك القطع عبارة عن أسطوانة بوسطها ثقب دائري يدخل فيه عمود المحور تسمى قب ويركب حول هذا الأسطوانه قطع متساوية على شكل مثلثات تنغرز أطرافها المدببة في القب أما جهتها الأخرى فتكون في الطرف الآخر وبها حفر في وسطها لمرور الرشا وعند تركيب تلك القطع المثلثة الشكل حول المركز الرئيسي المسمى القب فانها سوف تشكل عجلة كبيرة ألا وهي المحالة والتي سوف يتكون على محيطها الخارجي مجرى محفور لكي يحتفظ بالرشا أثناء الدوران ويمنعه من الخروج عن المحالة. ولربط تلك القطع مع بعض يستخدم القد في تلك العملية. وللمحالة المتعلقة شأن كبير في الماضي لذا تجد بعضهم يهتم في اختيار أخشابها، وذلك من أجل سلامة صوتها أثناء الغناه وهذا ما يسميه بعضهم بصوت السواني ويوضع قديماً في المحالة ما يسمى (البرهام) وهو نوع من الشجر تؤخذ أعواده لكي توضع بالمحالة، ذلك من أجل أن تعطي صوتاً جميلاً مثله مثل أعواد التين، والعشر.
الرشاء
هو عبارة عن حبل يحمل القربة وتجره الدواب التي تستخدم للسني ومكونات هذا الحبل من ليف النخل حيث يفتل الليف على شكل بت ويكون عدد تلك البتوت ثلاثة تجدل معا لتشكل حبل متين وقوي جداً ويلف عليها بعض القماش.

#### المصبع
رشاء من الليف يتدلى من أعلى البئر إلى أسفلها وعندما ينزل أحد إلى أسفل البئر يمسك به وكذلك عند الخروج.
القد
وينطق (التسد) وهو عبارة عن جلد مقدود على شكل شرائح مشكلاً حبل جلدي يستخدم ولمرة واحدة لربط الأشياء التي تستخدم وتحتاج إلى تحمل وقوه مثل المحالة وغيرها من الأدوات ذات الاستخدام القوي والمتكرر. والقد عادة ما يؤحذ من جلد الجمل وأقوى مكان في جلد الجمل هو جلد الرقبة. ولاستعمال القد يجب وضعه في الماء قبل استخدامه حتى يكون لين ثم ربطه وتركه لمدة حتى ينشف وعند نشوفه يكون قوي جداً وغير قابل للفك بسهولة.
الدراجة
هي عبارة عن بكرة خشبية طولها من 40 إلى 50 سم وقطرها في حدود 20 سم وتكون أقل مستوى من المحالة ووظيفتها الأساسية هي دوران السريح حولها أثناء نزوله وطلوعه من البئر.
السريح
هو شريط من الجلد المقدود ويكون عرضه في حدود 2 سم وطوله طول عمق البئر وظيفته الاساسية هي مسك قربة الماء عن الميلان لكي لا ينسكب الماء أثناء استخراجه.
القربة أو القرب
وتنطق غربة أو غرب وهي الأداة التي تستعمل لرفع الماء من البئر ويصنع من الجلد على شكل إناء كبير نسبياً ويتراوح طوله نحو المتر وله فتحتان إحداهما فوهة الغرب والأخرى كم الغرب بكسر الكاف وبها الشرعة التي تربطها بما يسمى بالسريح، هذه الفتحة يصب منها الماء في اللزا أثناء رفع الغرب إلى أعلى وهو من عدة السواني.
اللزا والساعد والعروس
هو المكان الذي يتلقى الماء عند إخراجه من البئر ويكون بجانب البئر مباشرة وهو عبارة عن بركة مربعة الشكل أطوالها مثل أطوال البئر ويتم سكب الماء فيه من القربة. وفي اللزر ارتفاع في الجوانب تكون على شكل مكان للجلوس للمرور حول اللزا بدون الخوض في الماء وتسمح للجالس بإدلاء أرجله بالماء وارتفاعها بقدر 40 سم تقريباً ويسمى بالساعد وفي وسط اللزر أسطوانة صغيرة مبنيه من الحجر والطين وتكون بارتفاع الساعد وقطر تلك الاسطوانة من 30 إلى 40 سم تقريباً تسمى العروس.
المصفاة
وهي مكان يلي اللزا وتكون صغيرة الحجم في حدود متر في متر وبها فتحة من ناحبة اللزا وفتحة أخرى من ناحية البركة بحيث تكون المصفاة طريق مرور الماء من اللزا إلى البركة وعندما يراد الاحتفاظ ببعض الماء بعد إنتهاء الصدر فان فتحة المصفاة التي تلي البركة تسد فيبقى الماء في المصفاة لكي يحتفظ به للاستعمال الآدمي والحيواني أثناء الوقت الذي لا يكون فيه صدر. ومن وظائف المصفاة الأخرى وضع بعض أنواع الأعشاب اليابسة أو التبن لكي يلين ويسهل أكله للحيوانات ويوضع فيها الجلود أيضاً استعدادا للدباغه، ومن الممكن وضع مصفاتين جنب اللزر واحدة بين اللزا والبركة وواحدة في الجهة الأخرى من اللزا لاستخدامها للدباغة مثلاً أو لتنظيف وغسل بعض الأشياء أو غير ذلك.
البركة
هي مكان جمع الماء وتأتي أخيراً في الموقع بعد اللزا والمصافي وفائدتها الرئيسية هي جمع الماء بكمية كبيرة ثم إطلاقه لكي يذهب مع الساقي بدفع قوي وغير متقطع ليصل إلى المكان الذي يراد إيصاله له ولو كان بعيداً، وعادة ماتكون البركة أقل مستوى قليلاً عن اللزا وأرفع من مستوى الأرض المزروعة المراد سقيها.

#### الجابية
وهي مجمع الماء بعد إخراجه من البئر ومرور باللزا.

#### الكالة
وهي جوانب الساقي أو الشرب التي يجري فيها الماء.
الردف
يقع بين اللزا والمنحاة وهو عبارة عن أحد جدران اللزر، ويتم رفعه قليلاً ووضع فروش من الأحجار على سطحه، وتلك الفروش تشبه بلاط الممرات بحيث يكون الردف طريق مرور بين الجهتين اللتين جنب البير واللزا والمنحات، وعادة ما يظهر على الردف آثار حزوز الرشاء عند الصدر من كثر مرورها عليه، ويكون عرض الردف 40 سم متر تقريباً وطوله طول عرض المنحاة واللزا.

#### الزرانيق
بناء على جانبي من البئر عبارة عن عمود من الطين والحجر من جهتين توضع فوقه الدوامغ وهما اثنتان أمامية وخلفية، والأمامية أعلى من الخلفية، والأنباع توضع فوق الدوامغ لتركب فوقها محاور المحال. وتوجد في جدار الزرانيق فتحات صغيرة  تسمح لشخص بالنظر في وسط البئر.  